# 奥古斯特·迪梅里
奥古斯特·亨利·安德烈·迪梅里（法語：Auguste Henri André Duméril，1812年11月30日—1870年11月12日）是一位法国动物学家，1869年当选法国科学院院士，其父安德烈·马里·康斯坦·迪梅里也是动物学家，父子共同创作了《爬行动物收藏系统目录》（Catalogue méthodique de la collection des Reptiles）。